# Celle di San Vito
Celle di San Vito (Cèlles de Sant Uite in francoprovenzale, fino al 1862 chiamata Celle) è un comune italiano di 144 abitanti della provincia di Foggia in Puglia.
Il comune, che è di gran lunga il meno popolato della regione, da secoli si caratterizza per l'uso della lingua francoprovenzale, assieme al limitrofo centro di Faeto, con il quale costituisce l'unica minoranza francoprovenzale dell'Italia centro-meridionale.

## Geografia fisica
Il borgo sorge tra i contrafforti dei monti della Daunia a 726 m s.l.m., in posizione dominante sull'alta valle del Celone. Il territorio comunale si estende a nord fino alle pendici del monte Cornacchia, la vetta più alta della Puglia, mentre a sud raggiunge l'antico tratturello Camporeale-Foggia, la via Traiana di epoca romana e la medievale via Francigena, spingendosi fino al torrente Sannoro, affluente del Cervaro.

## Origini del nome
Il toponimo Celle di San Vito è da ricondurre alla presenza, nel Duecento, di un cenobio utilizzato come residenza estiva dai monaci benedettini del convento di San Nicola e dal piccolo santuario dedicato a San Vito situato sull'omonimo monte che sovrasta il paese.

## Storia
Sorta intorno al 1300, Celle di San Vito perse la propria autonomia fin dal 1440 quando venne annessa alla baronia della Val Maggiore, che comprendeva anche Castelluccio e Faeto.
La baronia appartenne, nel corso dei secoli, a diversi casati, fra i quali spiccano i Carafa e i Caracciolo; sarà soltanto agli inizi dell'Ottocento che, abolito il feudalesimo, il comune riacquisterà la piena autonomia.
Fino al Settecento Celle appartenne al Principato Ultra, e nel quadriennio 1743-46 fu inoltre soggetto alla competenza territoriale del regio consolato di commercio di Ariano.

## Monumenti e luoghi d'interesse
A sud del centro abitato, presso il confine con Faeto, vi è lo storico casale San Vito, situato alle falde del monte omonimo. Il casale è ubicato lungo il tratturello Camporeale-Foggia, il cui percorso ricalca quello dell'antica via Traiana e della medievale via Francigena. Nei pressi è possibile ammirare il Castiglione, un'altura scoscesa sulla quale sorgeva, in epoca medievale, una grande fortezza: il castello di Crepacore (Castrum Crepacordis secondo i documenti dell'epoca). Sebbene il casale San Vito fosse situato in territorio di Faeto, la chiesetta omonima era tenuta dal clero di Castelluccio; tuttavia, a partire dal 1890, il comune di Celle di San Vito ottenne il pieno diritto a gestire sia la chiesetta (poi crollata agli inizi del Novecento) che la festa annuale di San Vito, soppressa dal 1955. Il comune di Celle di San Vito si è impegnato per la ricostruzione della chiesetta, completata intorno al 2015.

## Società

### Evoluzione demografica
Abitanti censiti

### Lingue e dialetti
Il comune costituisce insieme alla vicina Faeto la cosiddetta "Daunia arpitana", che costituisce l'unica isola linguistica francoprovenzale dell'Italia peninsulare. L'impiego della lingua francoprovenzale, originaria delle Alpi nord-occidentali, è attestato dal 1566, ma probabilmente risale alle incursioni angioine in Italia meridionale, compiute nel XIII secolo. Infatti tra la fine del 1274 e l'inizio del 1275, Carlo d' Angiò raccolse una comunità francoprovenzale all'interno della fortezza svevo-angioina, in opposizione all'insediamento musulmano di Lucera creato precedentemente da Federico II. Fu forse proprio questa compresenza scomoda a spingere le circa 140 famiglie francoprovenzali ad abbandonare Lucera e a stabilirsi nell'alta valle del Celone, dove si accamparono tra i faggeti (Faeto) e nei vani abbandonati del convento di San Nicola, le cellette, da cui il toponimo Celle.
L'impiego del francoprovenzale è stato di gran lunga prevalente sino al primo Novecento e ancora negli anni ottanta vi erano alcuni abitanti monolingui. Dal 1999 lo stato italiano riconosce ufficialmente e tutela la minoranza linguistica francoprovenzale di Celle e Faeto.

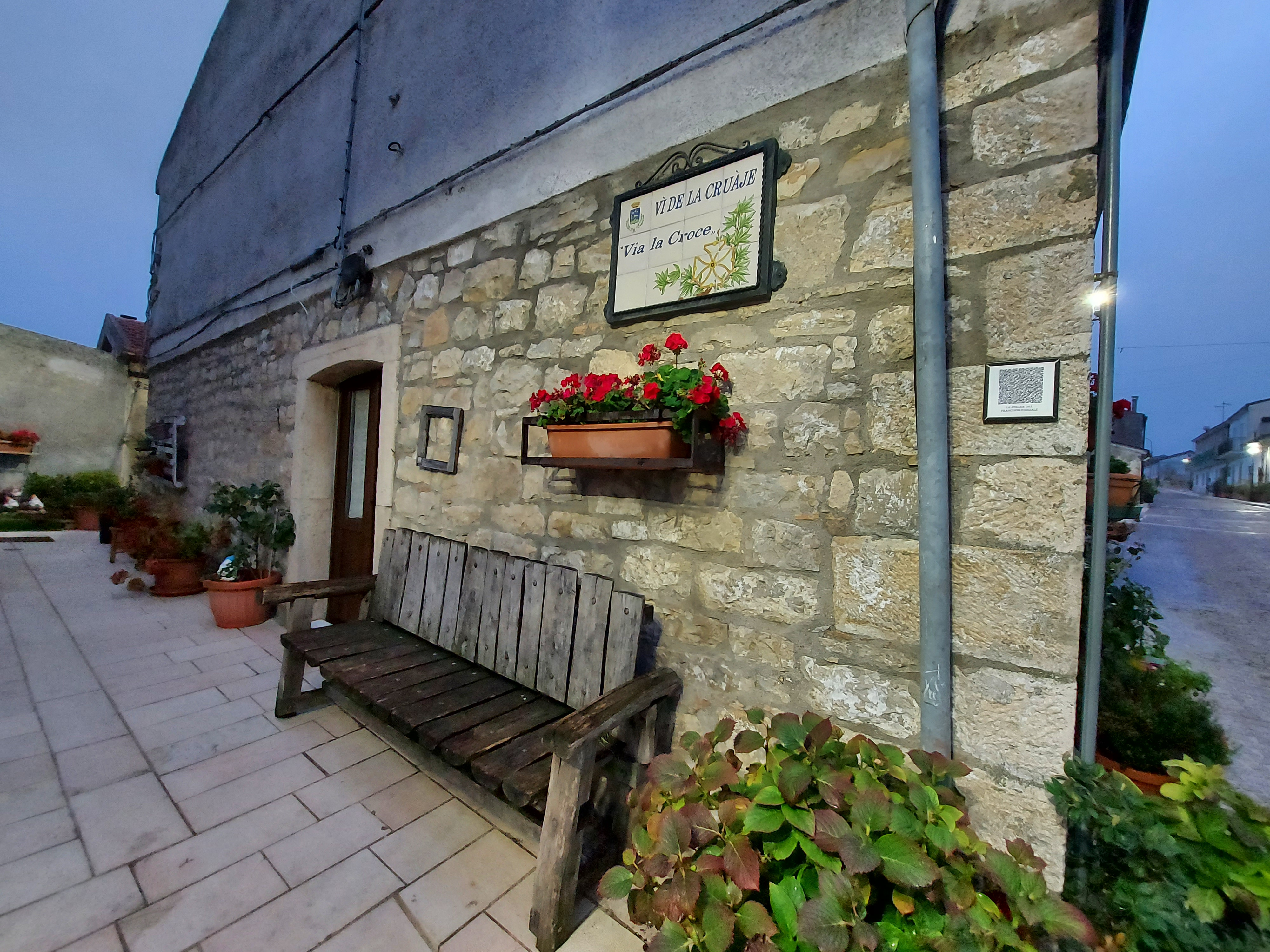
Tabella bilingue a Celle San Vito

In particolare, la legge 482 del 15.12.1999, ha riconosciuto la tutela delle minoranze linguistiche presenti in Italia, fra le quali la minoranza francoprovenzale. L'amministrazione comunale di Celle di San Vito, con i finanziamenti previsti dalla legge, ha istituito lo "sportello linguistico" per la salvaguardia e conservazione del patrimonio linguistico locale. Alcune ricerche e conferenze hanno portato alla pubblicazione di una brochure e del libro "Progetto francoprovenzale"  e alla realizzazione di un calendario in francoprovenzale.

## Cultura
Celle di San Vito ospita il Museo della civiltà contadina francoprovenzale. Situato all'interno dell'antico palazzo comunale, espone circa 2000 oggetti tipici della cultura agro-pastorale locale.

## Amministrazione
Di seguito è presentata una tabella relativa alle amministrazioni che si sono succedute in questo comune.
| Periodo        | Periodo        | Primo cittadino         | Partito                       | Carica  | Note   |
| -------------- | -------------- | ----------------------- | ----------------------------- | ------- | ------ |
| 26 giugno 1985 | 19 giugno 1990 | Carmelo Giuseppe Cupoli | Democrazia Cristiana          | Sindaco | [ 13 ] |
| 19 giugno 1990 | 24 aprile 1995 | Carmelo Giuseppe Cupoli | Democrazia Cristiana          | Sindaco | [ 13 ] |
| 24 aprile 1995 | 14 giugno 1999 | Michele Schiavone       | Alleanza Nazionale            | Sindaco | [ 13 ] |
| 14 giugno 1999 | 14 giugno 2004 | Michele Schiavone       | Polo per le Libertà           | Sindaco | [ 13 ] |
| 14 giugno 2004 | 8 giugno 2009  | Achille Mario Cocuzzi   | lista civica                  | Sindaco | [ 13 ] |
| 8 giugno 2009  | 26 maggio 2014 | Palma Maria Giannini    | Unione di Centro              | Sindaco | [ 13 ] |
| 26 maggio 2014 | 26 maggio 2019 | Palma Maria Giannini    | lista civica: Patto per Celle | Sindaco | [ 13 ] |
| 26 maggio 2019 | 9 giugno 2024  | Palma Maria Giannini    | lista civica: Patto per Celle | Sindaco | [ 13 ] |
| 9 giugno 2024  | in carica      | Palma Maria Giannini    | lista civica: Patto per Celle | Sindaco | [ 13 ] |

### Gemellaggi
- Bari

## Sport

### Calcio
La principale squadra di Celle di San Vito è l' A.S.D. Real Celle San Vito, fondata nel 2019, militante nel campionato provinciale di Terza Categoria.